# Секера, Джованни
Джова́нни Хосе́ Секе́ра Секе́ра (исп. Giovanny José Sequera Sequera; род. 14 февраля 2006, Карабобо) — венесуэльский футболист, полузащитник клуба «Филадельфия Юнион II».

## Клубная карьера
Секера — воспитанник клуба «Метрополитанос». 13 мая 2023 года в матче против «Интер де Баринас» он дебютировал в чилийской Примере. В 2024 году Джованни на правах аренды присоединился к дублирующему составу американского «Филадельфия Юнион». В матче против дублёров канадского «Торонто» он дебютировал в MLS Next Pro.

## Международная карьера
В 2023 году Секера в составе юношеской сборной Венесуэлы принял участие в юношеском чемпионате Южной Америки в Эквадоре. На турнире он сыграл в матчах против сборных Бразилии, Чили, Боливии, а также дважды против Аргентины и Парагвая.
В том же году Секера принял участие в юношеском чемпионате мира в Индонезии. На турнире он сыграл в матчах против сборных Новой Зеландии и Мексики.
В 2025 году Секера в составе молодёжной сборной Венесуэлы принял участие в домашнем молодёжном чемпионате Южной Америки. На турнире он сыграл в матчах против сборных Чили, Перу, Парагвая и Уругвая.